# Nœud de cravate demi-Windsor

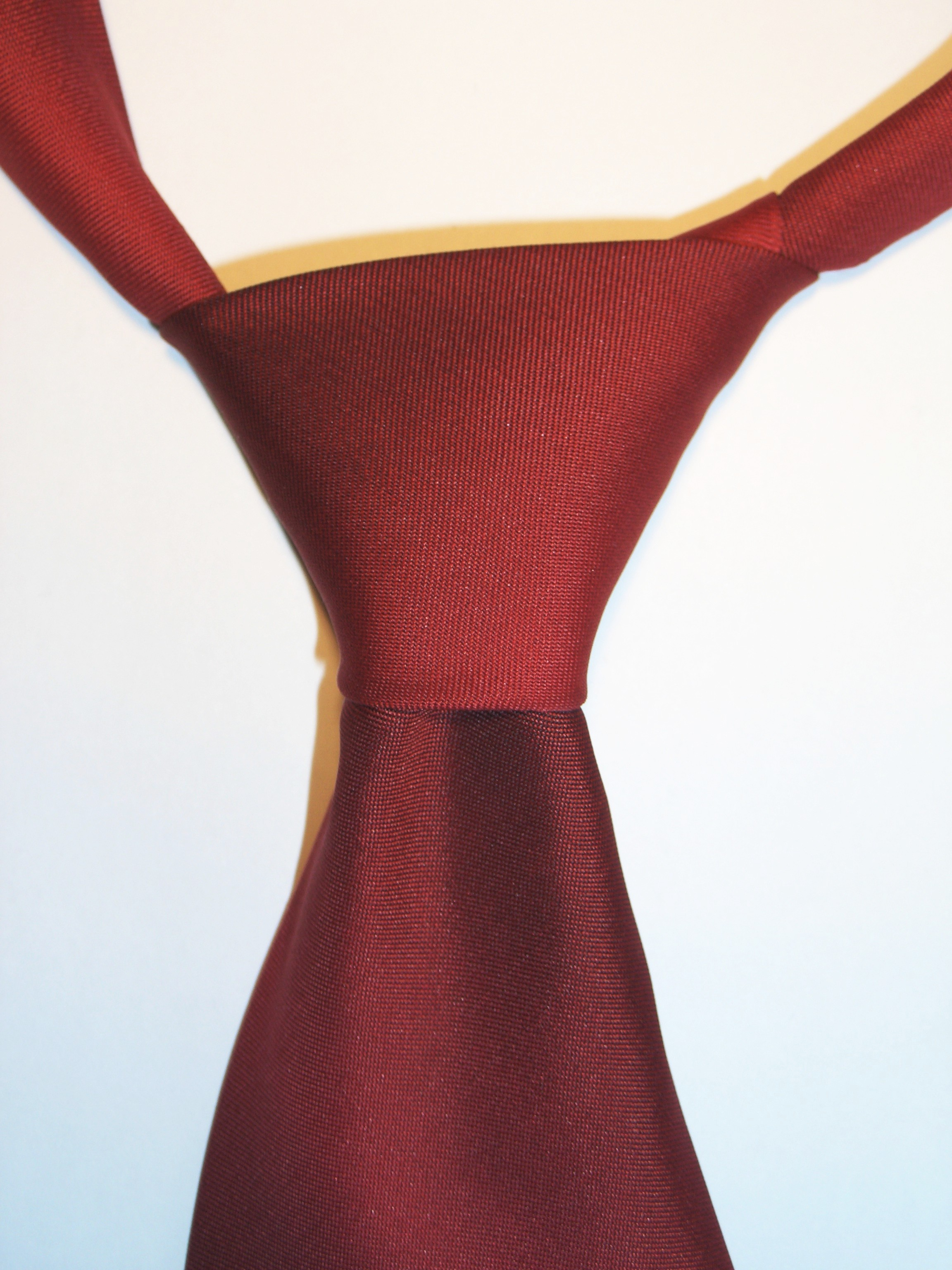
Demi-Windsor sur cravate de poids intermédiaire.

Le demi-Windsor (en anglais : Half-Windsor) est un nœud de cravate dérivé du Windsor et habituellement noué sur une chemise dont les pointes de col sont plus écartées et avec une cravate d'un poids intermédiaire. 
Le demi-Windsor, qui permet de remplacer le Windsor ou le nœud simple (en), se réalise en plaçant la cravate sur soi, avec le côté gauche plus long. On croise le côté gauche par-dessus le droit, puis on le passe en dessous pour le ramener vers le cou. On recroise le côté gauche par-dessus le droit à droite du premier croisement, puis on le passe une seconde fois en dessous, mais à l'horizontale vers sa gauche. On renvoie l'extrémité gauche par-dessus le droit tout en le gardant à l'horizontale, puis on le passe en dessous avant de le passer dans l'espace créé par le dernier croisement à l'horizontale.
Le nœud, ainsi que le Windsor sont nommés après le duc de Windsor.